# Sächsische Staatskapelle Dresden
La Sächsische Staatskapelle Dresden (Cappella di Stato sassone di Dresda) è un'orchestra sinfonica di Dresda. Essa fu fondata nel 1548, ed è pertanto una delle più antiche orchestre del mondo.
L'orchestra è stata affidata ad alcuni dei più grandi direttori d'orchestra. Nei suoi primi anni di vita fu diretta anche da Heinrich Schütz e nel XIX secolo fu diretta tra gli altri da Carl Maria von Weber e Richard Wagner. Nel XX secolo Richard Strauss lavorò molto con essa sia in qualità di direttore che in quella di compositore e molte delle sue opere vennero eseguite per la prima volta dalla Sächsische Staatskapelle Dresden. Karl Böhm e Rudolf Kempe furono anche loro direttori stabili dell'orchestra.
Giuseppe Sinopoli era il suo direttore stabile al momento della sua morte nel 2001. Nell'agosto 2002, Bernard Haitink prese il posto di Sinopoli che mantenne fino al 2004 quando diede le dimissioni. Dall'agosto 2007, l'incarico di direttore principale dell'orchestra è stato assunto da Fabio Luisi fino al 2010. Dal 2012 Christian Thielemann è il direttore principale. Nella stagione 2012/2013 Chung Myung-whun è il Direttore Ospite Principale.
Eletto dai musicisti il 20 giugno 2022, Daniele Gatti è ingaggiato come direttore principale dal 1º agosto 2024 al 31 luglio 2030.

## Storia
L'orchestra Hofkapelle è stato il più importante ensemble musicale del suo tempo. Raggiunse la sua prima fioritura sotto Heinrich Schütz nel XVII secolo, ma toccò anche un punto più basso alla fine della guerra dei trent'anni.
La Kurfürstlich-Sächsische und Königlich-Polnische Kapelle (Cappella reale elettorale di Sassonia e Polonia) esistette tra il 1697 e il 1756 sotto il dominio di Augusto il Forte e di suo figlio Federico Augusto II. Il nome dell'ensemble a quel tempo era dovuto al fatto che entrambi i sovrani (con lievi interruzioni) non erano solo elettori di Sassonia, ma erano anche re di Polonia.
Alla corte sassone di Dresda, la musica era già in piena fioritura durante il regno degli elettori Giovanni Giorgio II (1656–1680) e Giovanni Giorgio III (1680–1691). Ma nell'era dell'alto barocco, conobbe un'ulteriore ripresa. Nel 1697, anno dell'incoronazione di Federico Augusto, lo stanziamento per la musica di corte era stato ridotto da oltre 15.000 talleri a poco meno di 7.600 talenti rispetto al 1691, ma poi aumentato a quasi 17000 talenti entro il 1719 e persino a 26400 talenti. Tuttavia, questo comprendeva anche la musica da chiesa della corte cattolica che divenne necessaria dopo la conversione di Federico Augusto. Kapellmeister era Johann Christoph Schmidt, che inizialmente aveva avuto almeno 31 musicisti.
La scrittura del violinista Jean-Baptiste Volumier, nel 1709 come primo violino, a cui fu assegnato un compenso annuo di 1.200 talleri, si rivelò un colpo di fortuna. Nel 1712 fu assunto il giovane violinista emergente Johann Georg Pisendel, nel 1715 l'allora famoso Pantaleon Hebenstreit, nel 1716 come secondo direttore Johann David Heinichen, nel 1717 come terzo Antonio Lotti. Inoltre venne scritturata sua moglie, il soprano Santa Stella, il castrato Francesco Bernardi, chiamato "Senesino" (per uno stipendio di 70.000 talleri) e il virtuoso del violino italiano Francesco Maria Veracini. Durante la lunga malattia di Heinichen fino alla sua morte, avvenuta nel 1729, il compositore Jan Dismas Zelenka lo sostituì nella sua funzione di direttore delle cappelle elettorali sassone e polacca.
Nel 1716/1717 Pisendel fu inviato in Italia per scoprire l'ultima arte del violino. Lì conobbe Antonio Vivaldi, di cui ammirava moltissimo la musica. Alla corte di Dresda, si preparavano gradualmente le imminenti cerimonie nuziali dell'erede al trono con l'arciduchessa austriaca Maria Giuseppa d'Austria.
Dopo il 1763 al 1807 la cappella elettorale sassone divenne Königlich-sächsische musikalische Kapelle (cappella reale musicale sassone) e dal 1918 Sächsische Staatskapelle (cappella statale sassone). Nel periodo della RDT fu chiamata Staatskapelle Dresden o Dresdner Staatskapelle e ricevette il nome attuale solo dopo Die Wende.
L'attività concertistica pubblica dell'orchestra iniziò alla fine del XVIII secolo e i concerti in abbonamento furono introdotti nel 1858.
La  Sächsische Staatskapelle è stata un'orchestra d'opera dal primo trentennio del XVII secolo fino al 1945 e dopo la sua riapertura, nel 1985, si è esibita alla Semperoper.

## Direttori principali

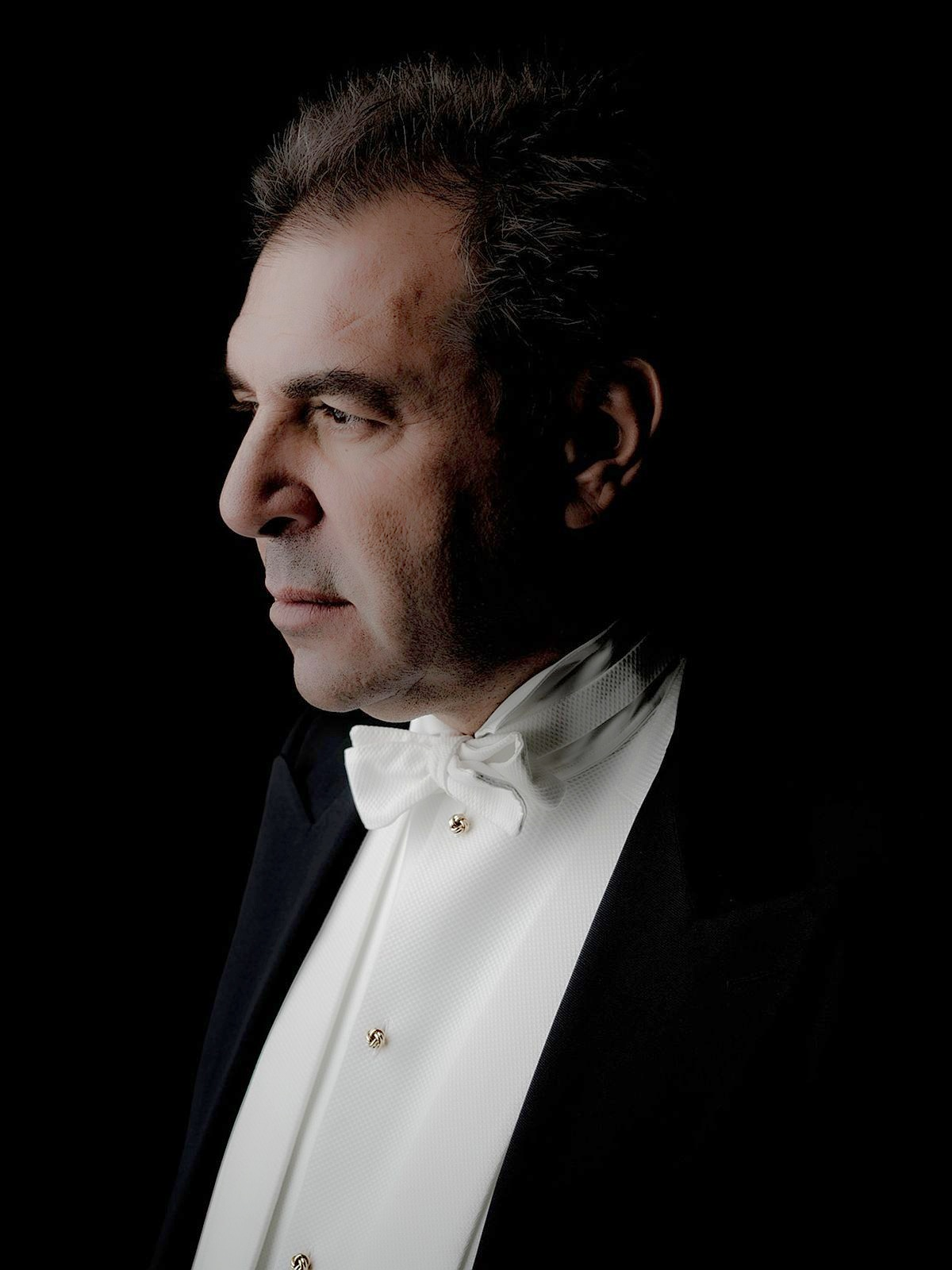
Daniele Gatti (2017)

- Daniele Gatti (2024–)
- Christian Thielemann (2012-2024)
- Fabio Luisi (2007–2010)
- Bernard Haitink (2002–2004)
- Giuseppe Sinopoli (1992–2001)
- Hans Vonk (direttore d'orchestra) (1985–1990)
- Herbert Blomstedt (1975–1985)
- Martin Turnovský (1966–1968)
- Kurt Sanderling (1964–1967)
- Otmar Suitner (1960–1964)
- Lovro von Matačić (1956–1958)
- Franz Konwitschny (1953–1955)
- Rudolf Kempe (1949–1953)
- Joseph Keilberth (1945–1950)
- Karl Elmendorff (1943–1944)
- Karl Böhm (1934–1943)
- Fritz Busch (1922–1933)
- Fritz Reiner (1914–1921)
- Ernst von Schuch (1884–1914)
- Franz Wüllner (1877–1884)
- Julius Rietz (1874–1877)

## Discografia
- Bach, Oratorio di Natale - Schreier/Donath/Lipovsek/Holl, 1987 Philips
- Bach: St. Matthew Passion - Peter Schreier/Rundfunkchor Leipzig/Staatskapelle Dresden/Lucia Popp, 1985 Philips
- Bach: Johannes-Passion - Marjana Lipovsek/Olaf Bär/Peter Schreier/Robert Holl/Roberta Alexander/Rundfunkchor Leipzig/Staatskapelle Dresden, 1988 Philips
- Beethoven: Piano Concertos Nos. 1-5 - András Schiff/Bernard Haitink/Staatskapelle Dresden, 1997 TELDEC
- Beethoven, Conc. pf. n. 4, 5 - Arrau/Davis/Staatskapelle, 1984 Philips
- Beethoven, Conc. pf. n. 5/Son. pf. n. 28 - Grimaud/Jurowski/Staat. Dresden, 2006 Deutsche Grammophon
- Beethoven: The Symphonies - Sir Colin Davis (direttore d'orchestra)/Staatskapelle Dresden, 2005 Philips
- Beethoven, Sinf. n. 9 (Ode alla libertà, Berlino 1989) - Bernstein/Anderson/Walker, Deutsche Grammophon
- Beethoven: Symphony No. 9 - Giuseppe Sinopoli/Staatskapelle Dresden, 1995 Deutsche Grammophon
- Beethoven, Fidelio - Haitink/Goldberg/Norman/Moll, 1989 Decca
- Beethoven, Fidelio - Böhm/Jones/Mathis/Adam/Crass, 1969 Deutsche Grammophon
- Brahms, Conc. pf. n. 1 (Live, Semperoper Dresden, Giugno 2011) - Pollini/Thielemann/Dresden SK, 2011 Deutsche Grammophon
- Brahms, Conc. pf. n. 1-2 (Live, Semperoper Dresden) - Pollini/Thielemann/Dresden SK, 2011/2013 Deutsche Grammophon
- Brahms, Conc. pf. n. 2 (Live, Semperoper Dresden, Gennaio 2013) - Pollini/Thielemann/Staatskapelle Dresden, 2014 Deutsche Grammophon
- Brahms: Sinfonie Nr. 1, Tragic Overture - Kurt Sanderling/Staatskapelle Dresden, 1972 SONY BMG/RCA
- Brahms: Symphony No. 4 - Kurt Sanderling/Staatskapelle Dresden, 1995 BMG/RCA
- Bruckner: 9 Sinfonie - Staatskapelle Dresden/Eugen Jochum, EMI
- Bruckner: Symphony No. 3 - Staatskapelle Dresden/Giuseppe Sinopoli, 1991 Deutsche Grammophon
- Bruckner, Sinf. n. 5 - Sinopoli/Staatskap. Dresden, 1999 Deutsche Grammophon
- Bruckner, Sinf. n. 7 - Barenboim/Staatsk. Dresden, 2011 Deutsche Grammophon
- Bruckner: Symphony No. 9 - Fabio Luisi/Staatskapelle Dresden, 2007 SONY BMG
- Bruckner: Symphony No. 9 - Staatskapelle Dresden/Giuseppe Sinopoli, 1999 Deutsche Grammophon
- Ciaikovsky, Eugene Onegin - Levine/Allen/Freni/Otter, 1989 Deutsche Grammophon
- Dvorak, Stabat Mater - Sinopoli/Zvetkova/Donose/Botha, 2000 Deutsche Grammophon
- Elgar: Violin Concerto - Nikolaj Znaider/Sir Colin Davis/Staatskapelle Dresden, RCA/Sony
- Fauré: Requiem - Lucia Popp/Rundfunkchor Leipzig/Simon Estes/Sir Colin Davis/Staatskapelle Dresden, 1985 Philips
- Haydn: Masses - Sir Neville Marriner, 1995 EMI/Warner
- Humperdinck, Hänsel e Gretel - Davis/Murray/Gruberova/Ludwig, 1992 Decca
- Liszt: Dante-Symphony; Busoni: Sarabande & Cortège - Giuseppe Sinopoli/Staatskapelle Dresden, 1998 Deutsche Grammophon
- Mahler: Das Lied von der Erde - Iris Vermillion/Keith Lewis/Giuseppe Sinopoli/Staatskapelle Dresden, 1997 Deutsche Grammophon
- Mozart, Sinf. n. 28-41 - Davis/Staatskap. Dresden, 1981/1991 Decca
- Mozart Clarinet Concerto in A Major K 622/Sinfonia concertante in E flat Major K 297b - Sabine Meyer/Staatskapelle Dresden/Hans Vonk, 1990 EMI
- Mozart, Requiem/Ave Verum - Marriner/McNair/Lloyd/Araiza, 1989/1992 Decca
- Mozart, Requiem/Messa K 317/Ave verum - Scherchen/Jurinac/West/Guthrie, 1982/1992 Philips
- Mozart, Ratto dal serraglio - Böhm/Auger/Schreier/Grist, 1974 Deutsche Grammophon
- Mozart, Flauto magico - Davis/Schreier/Price/Serra, 1984 Philips
- Mozart: Die Zauberflöte - Otmar Suitner/Staatskapelle Dresden/Rundfunkchor Leipzig, 1970 BMG/RCA
- Mozart: Idomeneo - Karl Böhm/Staatskapelle Dresden/Edith Mathis/Peter Schreier, 1990 Deutsche Grammophon
- Mozart: La Clemenza di Tito - Karl Böhm/Staatskapelle Dresden/Teresa Berganza/Peter Schreier/Edith Mathis, 1979 Deutsche Grammophon
- Offenbach, Racconti di Hoffmann - Tate/Norman/Studer/Araiza/Lind, 1989 Decca
- Schoenberg: Six Orchestral Songs & Chamber Symphony No. 1 - Giuseppe Sinopoli/Staatskapelle Dresden, 1999 TELDEC
- Schubert: The Great Masses - Helen Donath/Ingeborg Springer/Peter Schreier/Rundfunkchor Leipzig/Staatskapelle Dresden/Theo Adam/Wolfgang Sawallisch, 1972 Philips
- Schubert: Symphonies Nos. 1-6, 8 & 9 - Sir Colin Davis/Staatskapelle Dresden, 2004 BMG/RCA
- Schubert: Symphony No. 8 in B Minor, D. 759 "Unfinished"; Symphony No. 9 in C Major, D. 944 "The Great" - Staatskapelle Dresden/Giuseppe Sinopoli, 1993 Deutsche Grammophon
- Schumann: The Four Symphonies - Wolfgang Sawallisch/Staatskapelle Dresden, Warner
- Schumann, Sinf. n. 1-4 - Sinopoli/Staatskap. Dresden, 1993 Deutsche Grammophon
- Schumann: Das Paradies und die Peri; Overtüre, Scherzo und Finale, Op. 52 (Live) - Staatskapelle Dresden/Giuseppe Sinopoli, 1995 Deutsche Grammophon
- Sibelius, Conc. vl./Serenate/Humoresque - Mutter/Previn/Staatsk. Dresden, 1995 Deutsche Grammophon
- Smetana: Má Vlast - Paavo Berglund/Staatskapelle Dresden, 1979 EMI/Warner
- Strauss R: Don Juan, Till Eulenspiegel, Walzer, Metamorphosen - Rudolf Kempe/Staatskapelle Dresden, 1973/1975 EMI/Warner
- Strauss R: Don Juan & Aus Italien - Fabio Luisi/Staatskapelle Dresden, 2004 Sony
- Strauss R: Der Rosenkavalier - Bernard Haitink/Staatskapelle Dresden, 1991 EMI/Warner
- Strauss R: Der Rosenkavalier - Karl Böhm/Staatskapelle Dresden/Rita Streich, 1959 Deutsche Grammophon
- Strauss R: Die Frau ohne Schatten - Ben Heppner/Deborah Voigt/Giuseppe Sinopoli/Staatskapelle Dresden, 1997 TELDEC
- Strauss R: Ariadne auf Naxos - Giuseppe Sinopoli/Staatskapelle Dresden, 2001 Deutsche Grammophon
- Strauss R, Elettra - Böhm/Borkh/Fischer-D./Madeira, 1960 Deutsche Grammophon
- Strauss R, Elettra - Thielemann/Herlitzius, 2014 Deutsche Grammophon
- Strauss R: Friedenstag - Albert Dohmen/Alfred Reiter/André Eckert/Dresden State Opera Chorus/Deborah Voigt/Giuseppe Sinopoli/Jochen Kupfer/Jochen Schmeckenbecher/Johan Botha/Jürgen Commichau/Matthias Brauer/Matthias Henneberg/Staatskapelle Dresden/Tom Martinsen, 2001 Deutsche Grammophon
- Strauss R: Salome - Seiji Ozawa/Jessye Norman/James Morris/Walter Raffeiner/Kerstin Witt/Richard Leech/Staatskapelle Dresden, 1994 Philips
- Strauss R: Josephs Legende - Giuseppe Sinopoli/Staatskapelle Dresden, 2000 Deutsche Grammophon
- Strauss R. Wagner, Vier letzte Lieder/Wesendonck - Studer/Sinopoli/Staat. Dresden, 1993 Deutsche Grammophon
- Verdi, Arie per baritono - Wixell/Varviso/Staatskapelle, 1975 Decca
- Verdi: Opera Choruses - Dresden State Opera Chorus/Silvio Varviso/Staatskapelle Dresden, 1985 Philips
- Wagner, Ouvertures e brani orch. - Sinopoli/Staatskapelle Dresden, 1996 Deutsche Grammophon
- Wagner, Tristano e Isotta - Kleiber/Price/Kollo/Moll/Götz, 1981 Deutsche Grammophon
- Wagner: Rienzi - Heinrich Hollreiser/Staatskapelle Dresden, 1976 EMI/Warner
- Wagner: Der Ring des Nibelungen - Marek Janowski/Staatskapelle Dresden/Jessye Norman/Siegfried Jerusalem/Matti Salminen, 1980 BMG/RCA/Sony
- Wagner: Die Walküre - Marek Janowski/Siegfried Jerusalem/ Staatskapelle Dresden/Jessye Norman/Kurt Moll/Theo Adam/Eva-Maria Bundschuh/Jeannine Altmeyer/Cheryl Studer/Yvonne Minton/Ortrun Wenkel/Ruth Falcon/Anne Gjevang/Christel Borchers/Kathleen Kuhlmann/Uta Priew, 1981 Sony
- Wagner: Siegfried - Marek Janowski/Peter Schreier/Siegmund Nimsgern/Staatskapelle Dresden/René Kollo/Theo Adam/Matti Salminen/Ortrun Wenkel/Norma Sharp/Jeannine Altmeyer, 1982 Sony
- Wagner: Götterdämmerung - Matti Salminen/Ortrun Wenkel/René Kollo/Norma Sharp/Hans Günter Nöcker/Jeannine Altmeyer/Marek Janowski/Lucia Popp/Staatskapelle Dresden/Anne Gjevang/Daphne Evangelatos/Siegmund Nimsgern/Uta Priew/Männer des Staatsopernchores Leipzig/Ruth Falcon/Hanna Schwarz/Staatsopernchor Dresden, 1983 Sony
- Wagner: Das Rheingold - Marek Janowski/Peter Schreier/Lucia Popp/Siegmund Nimsgern/Theo Adam/Karl-Heinz Stryczek/Yvonne Minton/Ortrun Wenkel/Staatskapelle Dresden/Uta Priew/Roland Bracht/Eberhard Büchner/Christian Vogel/Marita Napier/Matti Salminen/Hanna Schwarz, 1980 Sony
- Wagner: Die Meistersinger von Nürnberg - Herbert von Karajan/Peter Schreier, 1971 EMI/Warner
- Weber, Franco cacciatore - Kleiber/Janowitz/Mathis/Crass, 1973 Deutsche Grammophon
- Weber, Franco cacciatore - Davis/Araiza/Mattila/Lind, 1990 Decca
- Webern: Im Sommerwind, Orchestral Works & Variations - Giuseppe Sinopoli/Staatskapelle Dresden, 1999 Teldec
- Álvarez: The Tenor's Passion - Marcelo Álvarez, 1998 SONY BMG
- Garanca, Aria cantilena - Luisi/Staatskapelle Dresden, 2006 Deutsche Grammophon
- Heppner - Wagner: Selections From the Ring (Siegfried's Life) - Ben Heppner/Peter Schneider/Staatskapelle Dresden, 2006 Deutsche Grammophon
- Kasarova, Mozart: Arias - Vesselina Kasarova/Sir Colin Davis/Staatskapelle Dresden, 1997 BMG/RCA
- Netrebko & Villazón, Duetti - Luisotti/Staatskapelle Dresden, 2006 Deutsche Grammophon
- Quasthoff - Betrachte, meine Seele (Arie sacre) - Quasthoff/Weigle/Rubens, 2006 Deutsche Grammophon
- Pape: Gods, Kings & Demons - René Pape/Staatskapelle Dresden/Sebastian Weigle, 2008 Deutsche Grammophon
- Live dalla Semperoper Dresda - Lehár Gala 31.12.2011. Arie e musiche di scena dalle operette di Franz Lehar - Thielemann/Staatskapelle Dresden, 2012 Deutsche Grammophon
- Tonight, Concerto di Capodanno dalla Staatskapelle di Dresda. Musical da Berlino a Broadway - Fleming/Vogt/Thielemann, 2013 Deutsche Grammophon

## DVD & BLU-RAY
- Brahms, Sinf. n. 1-4/Ouv. Tragica/ Ouv. Accademica/ Conc. pf. n. 1-2/Conc. per vl. (Concerti in DVD) - Thielemann/Pollini/Batiashvili, 2011/2013 Deutsche Grammophon CD + DVD
- Haendel, Giulio Cesare - Smith/Gall/Larson/Sellars, regia Peter Sellars, 2006 Decca
- Strauss R: Arabella (Salzburg Easter Festival, 2014) - Renée Fleming/Thomas Hampson (cantante)/Christian Thielemann, C Major/Naxos
- Strauss R, Arianna a Nasso - Thielemann/Fleming/Koch - 2012 Decca
- Strauss R: Ariadne auf Naxos (Semperoper Dresden, 2000) - Colin Davis (direttore d'orchestra), Arthaus Musik/Naxos
- Wagner, Parsifal (Salisburgo, 2013) - Thielemann/Botha/Schuster/Koch, 2013 Deutsche Grammophon
- Weber: Der Freischütz (Semperoper Dresden, 2015) - Christian Thielemann, C Major/Naxos
- Live dalla Semperoper Dresda - Lehár Gala 31.12.2011. Arie e musiche di scena dalle operette di Franz Lehar - Thielemann/Staatskapelle Dresden, 2012 Deutsche Grammophon
- New Year's Eve Concert Dresda, Lehár/Bernstein/Strauss (Live, Dresda, 31.12.2010) - Fleming/Thielemann/Dresden St., 2011 Deutsche Grammophon
- Operetta Gala da Dresda, Happy New Year 2013 - Thielemann/Staatskapelle Dresden, 2013 Deutsche Grammophon CD+DVD
- Tonight, Concerto di Capodanno dalla Staatskapelle di Dresda. Musical da Berlino a Broadway - Fleming/Vogt/Thielemann, 2013 Deutsche Grammophon
- Ruggero Leoncavallo, Pagliacci, Staatkapelle Dresden, Christian Thielemann - Jonas Kaufmann, Maria Agresta, Dimitri Platanias, Alessio Arduini, 2015 Sony